# William Albright (músic)
William Albright   (Gary, 20 d'octubre de 1944 - Ann Arbor, 17 de setembre de 1998) va ser un compositor, pianista i organista estatunidenc.

## Biografia
Albright va néixer a Gary, Indiana, i va començar a aprendre piano a l'edat de cinc anys i va assistir al Departament de Preparació Juilliard (1959-62), a "l' Estman School of Music" (1962-63) i a la Universitat de Michigan (1962-70), on va estudiar composició amb Ross Lee Finney i George Rochberg, i orgue amb Marilyn Mason. Va interrompre els estudis el curs 1968–69 quan va rebre una beca Fulbright per estudiar amb Olivier Messiaen a París. Després de graduar-se el 1970, va ser nomenat professor de la Universitat de Michigan, on va ensenyar fins a la seva mort per insuficiència hepàtica a la ciutat d'Ann Arbor, Michigan el 1998.

## Obra
La seva música combina elements de la música clàssica tonal i no tonal (en particular la influència de Messiaen) amb la música popular nord-americana i la música no occidental, en el que s'ha descrit com a música "poliestilística" o "quaquaversal", cosa que dificulta la definició d'un estil general. L'enfocament d'Albright sobre algunes de les seves músiques s'ha considerat surrealista. En particular, era un entusiasta del ragtime i va fer enregistraments notables dels rags de piano de Scott Joplin i altres. També va gravar un àlbum de les seves pròpies composicions "ragtime".
A més de les seves activitats de composició i docència, Albright va mantenir una carrera activa i va ser considerat com un virtuós organista i pianista, interpretant molts recitals ambdós instruments a tota Amèrica del Nord i Europa. Va encarregar noves obres per a l'orgue a altres compositors contemporanis per tocar en les seves gires de concerts internacionals.
 Els seus himnes apareixen als himnes de les esglésies unitàries i episcopalianes.
Entre els estudiants més destacats d'Albright hi ha Derek Bermel, John Burke, Evan Chambers, Chihchun Chi-sun Lee, Gabriela Lena Frank, Alexander Frey, Evan Hause, Katt Hernández, Joseph Lukasik, John Howell Morrison, Carter Pann, Frank Ticheli i Michael Sidney Timpson.